# Waterpolo al Campionat del Món de natació de 2015 – Dones
El torneig femení de waterpolo del Campionat del Món de natació de 2015 se celebrarà a Rússia entre el 26 de juliol al 7 d'agost.

## Equips participants

### Per continents
Àfrica
- Sud-àfrica

Amèrica
- Brasil
- Canadà
- Estats Units

Àsia
- R.P. de la Xina
- Japó
- Kazakhstan

Europa
- França
- Grècia
- Hongria
- Itàlia
- Països Baixos
- Rússia
- Espanya

Oceania
- Austràlia
- Nova Zelanda

### Per grups
| Grup A       | Grup B        | Grup C       | Grup D          |
| ------------ | ------------- | ------------ | --------------- |
| Espanya      | Austràlia     | Itàlia       | Hongria         |
| Canadà       | Països Baixos | Estats Units | Rússia          |
| Kazakhstan   | Grècia        | Brasil       | R.P. de la Xina |
| Nova Zelanda | Sud-àfrica    | Japó         | França          |

## Ronda preliminar

### Grup A
| Equip        | J | G | E | P | GF | GC | DG  | PTS | Classificat per |
| ------------ | - | - | - | - | -- | -- | --- | --- | --------------- |
| Espanya      | 3 | 3 | 0 | 0 | 49 | 15 | +34 | 6   | Quarts          |
| Canadà       | 3 | 2 | 0 | 1 | 38 | 22 | +16 | 4   | Play-offs       |
| Kazakhstan   | 3 | 1 | 0 | 2 | 25 | 35 | -10 | 2   | Play-offs       |
| Nova Zelanda | 3 | 0 | 0 | 3 | 12 | 52 | -40 | 0   | Eliminat        |

| 26 Juliol 2015 09:30 Report | Canadà                                  | 15‐6 | Nova Zelanda | Kazan Assistència: 865 espectadors Àrbitres: Fabio Toffoli (BRA), Tadao Tahara (JPN) |
| 26 Juliol 2015 09:30 Report | Resultat per quarts: 5–1, 2–3, 4–2, 4–0 |      |              | Kazan Assistència: 865 espectadors Àrbitres: Fabio Toffoli (BRA), Tadao Tahara (JPN) |
| 26 Juliol 2015 09:30 Report | Eggens, Fournier 3, Valin, Robinson 2   | Gols | Myles 2      | Kazan Assistència: 865 espectadors Àrbitres: Fabio Toffoli (BRA), Tadao Tahara (JPN) |

| 26 Juliol 2015 10:50 Report | Kazakhstan                              | 7‐14 | Espanya  | Kazan Assistència: 993 espectadors Àrbitres: Anne Grandin (FRA), Ni Shi Wei (CHN) |
| 26 Juliol 2015 10:50 Report | Resultat per quarts: 0–4, 2–5, 1–1, 4–4 |      |          | Kazan Assistència: 993 espectadors Àrbitres: Anne Grandin (FRA), Ni Shi Wei (CHN) |
| 26 Juliol 2015 10:50 Report | Mirshina 3                              | Gols | Pareja 5 | Kazan Assistència: 993 espectadors Àrbitres: Anne Grandin (FRA), Ni Shi Wei (CHN) |

| 28 Juliol 2015 20:10 Report | Espanya                                 | 23‐2 | Nova Zelanda            | Kazan Assistència: 300 espectadors Àrbitres: Ursula Wengenroth (SUI), Fabio Toffoli (BRA) |
| 28 Juliol 2015 20:10 Report | Resultat per quarts: 3–0, 7–1, 5–1, 8–0 |      |                         | Kazan Assistència: 300 espectadors Àrbitres: Ursula Wengenroth (SUI), Fabio Toffoli (BRA) |
| 28 Juliol 2015 20:10 Report | Tarragó 6                               | Gols | Lewis, Lopes Da Silva 1 | Kazan Assistència: 300 espectadors Àrbitres: Ursula Wengenroth (SUI), Fabio Toffoli (BRA) |

| 28 Juliol 2015 21:30 Report | Canadà                                  | 17‐4 | Kazakhstan | Kazan Assistència: 240 espectadors Àrbitres: György Kun (HUN), Ni Shi Wei (CHN) |
| 28 Juliol 2015 21:30 Report | Resultat per quarts: 4–1, 2–1, 3–2, 8–0 |      |            | Kazan Assistència: 240 espectadors Àrbitres: György Kun (HUN), Ni Shi Wei (CHN) |
| 28 Juliol 2015 21:30 Report | Eggens 5                                | Gols | Mirshina 2 | Kazan Assistència: 240 espectadors Àrbitres: György Kun (HUN), Ni Shi Wei (CHN) |

| 30 Juliol 2015 13:30 Report | Canadà                                  | 6‐12 | Espanya  | Kazan Assistència: 321 espectadors Àrbitres: György Kun (HUN), Mark Koganov (AZE) |
| 30 Juliol 2015 13:30 Report | Resultat per quarts: 1–5, 2–4, 2–2, 1–1 |      |          | Kazan Assistència: 321 espectadors Àrbitres: György Kun (HUN), Mark Koganov (AZE) |
| 30 Juliol 2015 13:30 Report | Eggens 2                                | Gols | Pareja 3 | Kazan Assistència: 321 espectadors Àrbitres: György Kun (HUN), Mark Koganov (AZE) |

| 30 Juliol 2015 17:30 Report | Kazakhstan                              | 14‐4 | Nova Zelanda | Kazan Assistència: 985 espectadors Àrbitres: Ursula Wengenroth (SUI), Tadao Tahara (JPN) |
| 30 Juliol 2015 17:30 Report | Resultat per quarts: 3–0, 4–0, 4–1, 3–3 |      |              | Kazan Assistència: 985 espectadors Àrbitres: Ursula Wengenroth (SUI), Tadao Tahara (JPN) |
| 30 Juliol 2015 17:30 Report | Akilbayeva 6                            | Gols | D. Lewis 3   | Kazan Assistència: 985 espectadors Àrbitres: Ursula Wengenroth (SUI), Tadao Tahara (JPN) |

### Grup B
| Equip         | J | G | E | P | GF | GC | DG  | PTS | Classificat per |
| ------------- | - | - | - | - | -- | -- | --- | --- | --------------- |
| Austràlia     | 3 | 3 | 0 | 0 | 35 | 14 | +21 | 6   | Quarts          |
| Països Baixos | 3 | 2 | 0 | 1 | 38 | 18 | +20 | 4   | Play-offs       |
| Grècia        | 3 | 1 | 0 | 2 | 36 | 22 | +14 | 2   | Play-offs       |
| Sud-àfrica    | 3 | 0 | 0 | 3 | 6  | 61 | -55 | 0   | Eliminat        |

| 26 Juliol 2015 12:10 Report | Austràlia                               | 8‐7  | Grècia     | Kazan Assistència: 1,035 espectadors Àrbitres: Massimiliano Caputi (ITA), Sergey Naumov (RUS) |
| 26 Juliol 2015 12:10 Report | Resultat per quarts: 2–1, 1–3, 2–1, 3–2 |      |            | Kazan Assistència: 1,035 espectadors Àrbitres: Massimiliano Caputi (ITA), Sergey Naumov (RUS) |
| 26 Juliol 2015 12:10 Report | Zagame 2                                | Gols | Tsoukala 4 | Kazan Assistència: 1,035 espectadors Àrbitres: Massimiliano Caputi (ITA), Sergey Naumov (RUS) |

| 26 Juliol 2015 13:30 Report | Sud-àfrica                              | 1‐22 | Països Baixos | Kazan Assistència: 1,049 espectadors Àrbitres: German Moller (ARG), Ursula Wengenroth (SUI) |
| 26 Juliol 2015 13:30 Report | Resultat per quarts: 1–6, 0–5, 0–3, 0–8 |      |               | Kazan Assistència: 1,049 espectadors Àrbitres: German Moller (ARG), Ursula Wengenroth (SUI) |
| 26 Juliol 2015 13:30 Report | Versfeld 1                              | Gols | Klaassen 6    | Kazan Assistència: 1,049 espectadors Àrbitres: German Moller (ARG), Ursula Wengenroth (SUI) |

| 28 Juliol 2015 09:30 Report | Països Baixos                           | 10‐9 | Grècia                | Kazan Assistència: 280 espectadors Àrbitres: Boris Margeta (SLO), Radosław Koryzna (POL) |
| 28 Juliol 2015 09:30 Report | Resultat per quarts: 2–3, 2–2, 5–2, 1–2 |      |                       | Kazan Assistència: 280 espectadors Àrbitres: Boris Margeta (SLO), Radosław Koryzna (POL) |
| 28 Juliol 2015 09:30 Report | Van der Sloot 4                         | Gols | Plevritou, Roumpesi 2 | Kazan Assistència: 280 espectadors Àrbitres: Boris Margeta (SLO), Radosław Koryzna (POL) |

| 28 Juliol 2015 10:50 Report | Austràlia                               | 19‐1 | Sud-àfrica | Kazan Assistència: 476 espectadors Àrbitres: Anne Grandin (FRA), Tadao Tahara (JPN) |
| 28 Juliol 2015 10:50 Report | Resultat per quarts: 6–0, 3–1, 7–0, 3–0 |      |            | Kazan Assistència: 476 espectadors Àrbitres: Anne Grandin (FRA), Tadao Tahara (JPN) |
| 28 Juliol 2015 10:50 Report | Southern 5                              | Gols | Versfeld 1 | Kazan Assistència: 476 espectadors Àrbitres: Anne Grandin (FRA), Tadao Tahara (JPN) |

| 30 Juliol 2015 20:10 Report | Austràlia                               | 8‐6  | Països Baixos | Kazan Assistència: 230 espectadors Àrbitres: Massimiliano Caputi (ITA), Boris Margeta (SLO) |
| 30 Juliol 2015 20:10 Report | Resultat per quarts: 2–0, 2–2, 3–2, 1–2 |      |               | Kazan Assistència: 230 espectadors Àrbitres: Massimiliano Caputi (ITA), Boris Margeta (SLO) |
| 30 Juliol 2015 20:10 Report | Southern, Zagame 2                      | Gols | Sevenich 2    | Kazan Assistència: 230 espectadors Àrbitres: Massimiliano Caputi (ITA), Boris Margeta (SLO) |

| 30 Juliol 2015 21:30 Report | Sud-àfrica                              | 4‐20 | Grècia    | Kazan Assistència: 130 espectadors Àrbitres: Anne Grandin (FRA), Ni Shi Wei (CHN) |
| 30 Juliol 2015 21:30 Report | Resultat per quarts: 1–5, 1–6, 1–4, 1–5 |      |           | Kazan Assistència: 130 espectadors Àrbitres: Anne Grandin (FRA), Ni Shi Wei (CHN) |
| 30 Juliol 2015 21:30 Report | Versfeld, White 2                       | Gols | Asimaki 5 | Kazan Assistència: 130 espectadors Àrbitres: Anne Grandin (FRA), Ni Shi Wei (CHN) |

### Grup C
| Equip        | J | G | E | P | GF | GC | DG  | PTS | Classificat per |
| ------------ | - | - | - | - | -- | -- | --- | --- | --------------- |
| Itàlia       | 3 | 3 | 0 | 0 | 40 | 18 | +22 | 6   | Quarts          |
| Estats Units | 3 | 1 | 0 | 1 | 39 | 14 | +25 | 4   | Play-offs       |
| Brasil       | 3 | 1 | 0 | 2 | 19 | 36 | -17 | 2   | Play-offs       |
| Japó         | 3 | 0 | 0 | 3 | 13 | 43 | -30 | 0   | Eliminat        |

| 26 Juliol 2015 17:30 Report | Brasil                                  | 2‐13 | Estats Units | Kazan Assistència: 1,880 espectadors Àrbitres: Dion Willis (RSA), Viktor Salnichenko (KAZ) |
| 26 Juliol 2015 17:30 Report | Resultat per quarts: 0–6, 0–3, 1–2, 1–2 |      |              | Kazan Assistència: 1,880 espectadors Àrbitres: Dion Willis (RSA), Viktor Salnichenko (KAZ) |
| 26 Juliol 2015 17:30 Report | Chiappini, Oliveira 1                   | Gols | Steffans 3   | Kazan Assistència: 1,880 espectadors Àrbitres: Dion Willis (RSA), Viktor Salnichenko (KAZ) |

| 26 Juliol 2015 20:10 Report | Japó                                    | 3‐15 | Itàlia              | Kazan Assistència: 2,286 espectadors Àrbitres: Francesc Buch (ESP), Mark Koganov (AZE) |
| 26 Juliol 2015 20:10 Report | Resultat per quarts: 0–5, 1–3, 2–2, 0–5 |      |                     | Kazan Assistència: 2,286 espectadors Àrbitres: Francesc Buch (ESP), Mark Koganov (AZE) |
| 26 Juliol 2015 20:10 Report | tres jugadores 1                        | Gols | Garibotti, Tabani 3 | Kazan Assistència: 2,286 espectadors Àrbitres: Francesc Buch (ESP), Mark Koganov (AZE) |

| 28 Juliol 2015 12:10 Report | Itàlia                                  | 10‐9 | Estats Units | Kazan Assistència: 529 espectadors Àrbitres: Georgios Stavridis (GRE), Cory Williams (NZL) |
| 28 Juliol 2015 12:10 Report | Resultat per quarts: 4–2, 2–1, 2–4, 2–2 |      |              | Kazan Assistència: 529 espectadors Àrbitres: Georgios Stavridis (GRE), Cory Williams (NZL) |
| 28 Juliol 2015 12:10 Report | Bianconi 4                              | Gols | Fattal 5     | Kazan Assistència: 529 espectadors Àrbitres: Georgios Stavridis (GRE), Cory Williams (NZL) |

| 28 Juliol 2015 13:30 Report | Brasil                                  | 11‐8 | Japó     | Kazan Assistència: 543 espectadors Àrbitres: Stephane Roy (CAN), Viktor Salnichenko (KAZ) |
| 28 Juliol 2015 13:30 Report | Resultat per quarts: 4–2, 2–1, 4–3, 1–2 |      |          | Kazan Assistència: 543 espectadors Àrbitres: Stephane Roy (CAN), Viktor Salnichenko (KAZ) |
| 28 Juliol 2015 13:30 Report | Chiappini 5                             | Gols | Nakano 3 | Kazan Assistència: 543 espectadors Àrbitres: Stephane Roy (CAN), Viktor Salnichenko (KAZ) |

| 30 Juliol 2015 09:30 Report | Brasil                                  | 6‐15 | Itàlia               | Kazan Assistència: 617 espectadors Àrbitres: Cory Williams (NZL), Viktor Salnichenko (KAZ) |
| 30 Juliol 2015 09:30 Report | Resultat per quarts: 0–3, 1–5, 3–3, 2–4 |      |                      | Kazan Assistència: 617 espectadors Àrbitres: Cory Williams (NZL), Viktor Salnichenko (KAZ) |
| 30 Juliol 2015 09:30 Report | Oliveira 4                              | Gols | Bianconi, Radicchi 3 | Kazan Assistència: 617 espectadors Àrbitres: Cory Williams (NZL), Viktor Salnichenko (KAZ) |

| 30 Juliol 2015 10:50 Report | Japó                                    | 2‐17 | Estats Units | Kazan Assistència: 729 espectadors Àrbitres: Dion Willis (RSA), Vojin Putniković (SRB) |
| 30 Juliol 2015 10:50 Report | Resultat per quarts: 0–4, 0–4, 1–6, 1–3 |      |              | Kazan Assistència: 729 espectadors Àrbitres: Dion Willis (RSA), Vojin Putniković (SRB) |
| 30 Juliol 2015 10:50 Report | Nakano 2                                | Gols | Steffens 4   | Kazan Assistència: 729 espectadors Àrbitres: Dion Willis (RSA), Vojin Putniković (SRB) |

### Grup D
| Equip           | J | G | E | P | GF | GC | DG  | PTS | Classificat per |
| --------------- | - | - | - | - | -- | -- | --- | --- | --------------- |
| Rússia          | 3 | 2 | 1 | 0 | 38 | 25 | +13 | 5   | Quarts          |
| R.P. de la Xina | 3 | 2 | 1 | 0 | 31 | 21 | +10 | 5   | Play-offs       |
| Hongria         | 3 | 1 | 0 | 2 | 37 | 25 | +12 | 2   | Play-offs       |
| França          | 3 | 0 | 0 | 3 | 12 | 47 | -35 | 0   | Eliminat        |

| 26 Juliol 2015 18:50 Report | Rússia                                  | 16‐5 | França    | Kazan Assistència: 2,164 espectadors Àrbitres: Peter de Jong (NED), Stephane Roy (CAN) |
| 26 Juliol 2015 18:50 Report | Resultat per quarts: 5–1, 3–2, 4–1, 4–1 |      |           | Kazan Assistència: 2,164 espectadors Àrbitres: Peter de Jong (NED), Stephane Roy (CAN) |
| 26 Juliol 2015 18:50 Report | Karimova, Prokofyeva 3                  | Gols | Guillet 3 | Kazan Assistència: 2,164 espectadors Àrbitres: Peter de Jong (NED), Stephane Roy (CAN) |

| 26 Juliol 2015 21:30 Report | Hongria                                 | 8‐9  | R.P. de la Xina | Kazan Assistència: 200 espectadors Àrbitres: Daniel Flahive (AUS), Nenad Peris (CRO) |
| 26 Juliol 2015 21:30 Report | Resultat per quarts: 1–4, 4–1, 2–1, 1–3 |      |                 | Kazan Assistència: 200 espectadors Àrbitres: Daniel Flahive (AUS), Nenad Peris (CRO) |
| 26 Juliol 2015 21:30 Report | Antal 2                                 | Gols | Zhao Zihan 4    | Kazan Assistència: 200 espectadors Àrbitres: Daniel Flahive (AUS), Nenad Peris (CRO) |

| 28 Juliol 2015 17:30 Report | França                                  | 4‐13 | R.P. de la Xina | Kazan Assistència: 1,7000 espectadors Àrbitres: Adrian Alexandrescu (ROU), Peter de Jong (NED) |
| 28 Juliol 2015 17:30 Report | Resultat per quarts: 1–2, 1–0, 1–6, 1–5 |      |                 | Kazan Assistència: 1,7000 espectadors Àrbitres: Adrian Alexandrescu (ROU), Peter de Jong (NED) |
| 28 Juliol 2015 17:30 Report | Guillet 2                               | Gols | Niu Guannan 6   | Kazan Assistència: 1,7000 espectadors Àrbitres: Adrian Alexandrescu (ROU), Peter de Jong (NED) |

| 28 Juliol 2015 18:50 Report | Hongria                                 | 11‐13 | Rússia     | Kazan Assistència: 2,213 espectadors Àrbitres: Nenad Peris (CRO), Joseph Peila (USA) |
| 28 Juliol 2015 18:50 Report | Resultat per quarts: 3–1, 3–4, 4–3, 1–5 |       |            | Kazan Assistència: 2,213 espectadors Àrbitres: Nenad Peris (CRO), Joseph Peila (USA) |
| 28 Juliol 2015 18:50 Report | Keszthelyi 3                            | Gols  | Lisunova 3 | Kazan Assistència: 2,213 espectadors Àrbitres: Nenad Peris (CRO), Joseph Peila (USA) |

| 30 Juliol 2015 12:10 Report | Hongria                                 | 18‐3 | França    | Kazan Assistència: 372 espectadors Àrbitres: German Moller (ARG), Stanko Ivanovski (MNE) |
| 30 Juliol 2015 12:10 Report | Resultat per quarts: 5–1, 1–1, 7–0, 5–1 |      |           | Kazan Assistència: 372 espectadors Àrbitres: German Moller (ARG), Stanko Ivanovski (MNE) |
| 30 Juliol 2015 12:10 Report | Bujka 6                                 | Gols | Guillet 2 | Kazan Assistència: 372 espectadors Àrbitres: German Moller (ARG), Stanko Ivanovski (MNE) |

| 30 Juliol 2015 18:50 Report | Rússia                                  | 9‐9  | R.P. de la Xina | Kazan Assistència: 2,653 espectadors Àrbitres: Georgios Stavridis (GRE), Joseph Peila (USA) |
| 30 Juliol 2015 18:50 Report | Resultat per quarts: 3–2, 1–2, 3–2, 2–3 |      |                 | Kazan Assistència: 2,653 espectadors Àrbitres: Georgios Stavridis (GRE), Joseph Peila (USA) |
| 30 Juliol 2015 18:50 Report | Karimova, Prokofyeva 3                  | Gols | Niu Guannan 4   | Kazan Assistència: 2,653 espectadors Àrbitres: Georgios Stavridis (GRE), Joseph Peila (USA) |

## Fase Final

### Quadre Final
|  | Play-offs       | Play-offs    |           |                 | Quarts de final | Quarts de final |           |                    | Semifinals         | Semifinals |  |  | Final | Final |
|  |                 |              |           |                 |                 |                 |           |                    |                    |            |  |  |       |       |
|  |                 |              |           |                 | 3 Agost         |                 |           |                    |                    |            |  |  |       |       |
|  | 1 Agost         |              |           |                 |                 |                 |           |                    |                    |            |  |  |       |       |
|  | Espanya         | 5            |           |                 |                 |                 |           |                    |                    |            |  |  |       |       |
|  | Espanya         | 5            | Canadà    | 5               | 5 August        | 5 August        |           |                    |                    |            |  |  |       |       |
|  |                 | Estats Units | Canadà    | 5               | 5 August        | 5 August        | 8         |                    |                    |            |  |  |       |       |
|  | Grècia          | Estats Units | 8         |                 | Estats Units    | 8               | 8         |                    |                    |            |  |  |       |       |
|  | Grècia          | 3 August     | 8         |                 | Estats Units    | 8               |           |                    |                    |            |  |  |       |       |
|  | 1 Agost         | 1 Agost      |           | Austràlia       | 6               |                 |           |                    |                    |            |  |  |       |       |
|  | 1 Agost         | 1 Agost      | Austràlia | Austràlia       | 6               | 7 (5)           |           |                    |                    |            |  |  |       |       |
|  | Estats Units    | 12           | Austràlia |                 |                 | 7 (5)           | 7 August  | 7 August           |                    |            |  |  |       |       |
|  | Estats Units    | 12           |           | R.P. de la Xina | 7 (3)           |                 | 7 August  | 7 August           |                    |            |  |  |       |       |
|  | Hongria         | 7            |           | R.P. de la Xina | 7 (3)           | Estats Units    | 5         |                    |                    |            |  |  |       |       |
|  | Hongria         | 7            | 3 August  |                 |                 | Estats Units    | 5         |                    |                    |            |  |  |       |       |
|  | 1 Agost         | 1 Agost      |           | Països Baixos   | 4               |                 |           |                    |                    |            |  |  |       |       |
|  | 1 Agost         | 1 Agost      | Itàlia    | Països Baixos   | 4               | 9               |           |                    |                    |            |  |  |       |       |
|  | Kazakhstan      | 1            | Itàlia    | 5 August        | 5 August        | 9               |           |                    |                    |            |  |  |       |       |
|  | Kazakhstan      | 1            |           | 5 August        | 5 August        | Grècia          | 6         |                    |                    |            |  |  |       |       |
|  | Països Baixos   | 21           |           | Itàlia          | 5 (4)           | Grècia          | 6         | Partit pel 3r lloc | Partit pel 3r lloc |            |  |  |       |       |
|  | Països Baixos   | 21           | 3 August  | Itàlia          | 5 (4)           |                 |           | Partit pel 3r lloc | Partit pel 3r lloc |            |  |  |       |       |
|  | 1 Agost         | 1 Agost      |           | Països Baixos   | 5 (5)           |                 | 7 August  | 7 August           |                    |            |  |  |       |       |
|  | 1 Agost         | 1 Agost      | Rússia    | Països Baixos   | 5 (5)           | 9               | 7 August  | 7 August           |                    |            |  |  |       |       |
|  | Brasil          | 8            | Rússia    |                 |                 | 9               | Austràlia | 7 (3)              |                    |            |  |  |       |       |
|  | Brasil          | 8            |           | Països Baixos   | 10              |                 | Austràlia | 7 (3)              |                    |            |  |  |       |       |
|  | R.P. de la Xina | 10           |           | Països Baixos   | 10              | Itàlia          | 7 (5)     |                    |                    |            |  |  |       |       |
|  | R.P. de la Xina | 10           |           |                 |                 | Itàlia          | 7 (5)     |                    |                    |            |  |  |       |       |

### Partits pel 5è lloc
|  | Partits pel 5è lloc | Partits pel 5è lloc |       |          | Partit pel 5è lloc | Partit pel 5è lloc |
|  |                     |                     |       |          |                    |                    |
|  | 5 Agost             |                     |       |          |                    |                    |
|  | Espanya             | 9                   |       |          |                    |                    |
|  | R.P. de la Xina     | 10                  |       |          |                    |                    |
|  |                     |                     |       |          |                    |                    |
|  |                     |                     |       |          | 7 August           |                    |
|  |                     |                     |       |          | R.P. de la Xina    | 9 (4)              |
|  |                     | Grècia              | 9 (3) |          |                    |                    |
|  |                     |                     |       |          |                    |                    |
|  |                     |                     |       |          |                    |                    |
|  |                     |                     |       |          | Partit pel 7è lloc |                    |
|  | 5 August            | 5 August            |       | 7 August | 7 August           |                    |
|  | Grècia              | 12 (4)              |       | Espanya  | 15                 |                    |
|  | Rússia              | 12 (3)              |       |          | Rússia             | 10                 |

### Partits pel 9è lloc
|  | Partits pel 9è lloc | Partits pel 9è lloc |   |          | Partit pel 9è lloc  | Partit pel 9è lloc |
|  |                     |                     |   |          |                     |                    |
|  | 3 Agost             |                     |   |          |                     |                    |
|  | Canadà              | 7                   |   |          |                     |                    |
|  | Hongria             | 10                  |   |          |                     |                    |
|  |                     |                     |   |          |                     |                    |
|  |                     |                     |   |          | 5 August            |                    |
|  |                     |                     |   |          | Hongria             | 22                 |
|  |                     | Brasil              | 7 |          |                     |                    |
|  |                     |                     |   |          |                     |                    |
|  |                     |                     |   |          |                     |                    |
|  |                     |                     |   |          | Partit pel 11è lloc |                    |
|  | 3 August            | 3 August            |   | 5 August | 5 August            |                    |
|  | Kazakhstan          | 5                   |   | Canadà   | 20                  |                    |
|  | Brasil              | 10                  |   |          | Kazakhstan          | 4                  |

### Partit pel 13è lloc
|  | Partits pel 13è lloc | Partits pel 13è lloc |   |            | Partit pel 13è lloc | Partit pel 13è lloc |
|  |                      |                      |   |            |                     |                     |
|  | 1 Agost              |                      |   |            |                     |                     |
|  | Nova Zelanda         | 11                   |   |            |                     |                     |
|  | Sud-àfrica           | 3                    |   |            |                     |                     |
|  |                      |                      |   |            |                     |                     |
|  |                      |                      |   |            | 3 Agost             |                     |
|  |                      |                      |   |            | Nova Zelanda        | 7                   |
|  |                      | França               | 6 |            |                     |                     |
|  |                      |                      |   |            |                     |                     |
|  |                      |                      |   |            |                     |                     |
|  |                      |                      |   |            | Partit pel 15è lloc |                     |
|  | 1 Agost              | 1 Agost              |   | 3 August   | 3 August            |                     |
|  | Japó                 | 6                    |   | Sud-àfrica | 7                   |                     |
|  | França               | 9                    |   |            | Japó                | 15                  |

### Detalls per partit

#### Play-offs
| 1 Agost 2015 13:30 Report | Canadà                                  | 5‐8  | Grècia         | Kazan Assistència: 2,055 espectadors Àrbitres: German Moller (ARG), Vojin Putniković (SRB) |
| 1 Agost 2015 13:30 Report | Resultat per quarts: 3–3, 1–1, 0–2, 1–2 |      |                | Kazan Assistència: 2,055 espectadors Àrbitres: German Moller (ARG), Vojin Putniković (SRB) |
| 1 Agost 2015 13:30 Report | Valin 2                                 | Gols | Charalampidi 3 | Kazan Assistència: 2,055 espectadors Àrbitres: German Moller (ARG), Vojin Putniković (SRB) |

| 1 Agost 2015 17:30 Report | Kazakhstan                              | 1‐21 | Països Baixos | Kazan Assistència: 2,150 espectadors Àrbitres: Joseph Peila (AUS), Cory Williams (NZL) |
| 1 Agost 2015 17:30 Report | Resultat per quarts: 0–4, 0–7, 0–6, 1–4 |      |               | Kazan Assistència: 2,150 espectadors Àrbitres: Joseph Peila (AUS), Cory Williams (NZL) |
| 1 Agost 2015 17:30 Report | Mirshina 1                              | Gols | Smit 5        | Kazan Assistència: 2,150 espectadors Àrbitres: Joseph Peila (AUS), Cory Williams (NZL) |

| 1 Agost 2015 18:50 Report | Estats Units                            | 12‐7 | Hongria      | Kazan Assistència: 780 espectadors Àrbitres: Ursula Wengenroth (SUI), Daniel Flahive (AUS) |
| 1 Agost 2015 18:50 Report | Resultat per quarts: 3–1, 4–1, 4–1, 1–4 |      |              | Kazan Assistència: 780 espectadors Àrbitres: Ursula Wengenroth (SUI), Daniel Flahive (AUS) |
| 1 Agost 2015 18:50 Report | Fattal 4                                | Gols | Keszthelyi 3 | Kazan Assistència: 780 espectadors Àrbitres: Ursula Wengenroth (SUI), Daniel Flahive (AUS) |

| 1 Agost 2015 20:10 Report | Brasil                                  | 8‐10 | R.P. de la Xina | Kazan Assistència: 350 espectadors Àrbitres: Stephane Roy (CAN), Dion Willis (RSA) |
| 1 Agost 2015 20:10 Report | Resultat per quarts: 1–2, 1–3, 4–3, 2–2 |      |                 | Kazan Assistència: 350 espectadors Àrbitres: Stephane Roy (CAN), Dion Willis (RSA) |
| 1 Agost 2015 20:10 Report | Chiappini 5                             | Gols | tres jugadors 2 | Kazan Assistència: 350 espectadors Àrbitres: Stephane Roy (CAN), Dion Willis (RSA) |

#### Quarts de final
| 3 Agost 2015 17:30 Report | Espanya                                 | 5‐8  | Estats Units      | Kazan Assistència: 1,460 espectadors Àrbitres: Massimiliano Caputi (ITA), Georgios Stavridis (GRE) |
| 3 Agost 2015 17:30 Report | Resultat per quarts: 0–2, 2–3, 2–1, 1–2 |      |                   | Kazan Assistència: 1,460 espectadors Àrbitres: Massimiliano Caputi (ITA), Georgios Stavridis (GRE) |
| 3 Agost 2015 17:30 Report | Espar 2                                 | Gols | Fattal, Neushul 2 | Kazan Assistència: 1,460 espectadors Àrbitres: Massimiliano Caputi (ITA), Georgios Stavridis (GRE) |

| 3 Agost 2015 18:50 Report | Austràlia                                           | 7‐7  | R.P. de la Xina            | Kazan Assistència: 370 espectadors Àrbitres: Francesc Buch (ESP), Vojin Putniković (SRB) |
| 3 Agost 2015 18:50 Report | Resultat per quarts: 2–3, 0–1, 4–2, 1–1 Penals: 5–3 |      |                            | Kazan Assistència: 370 espectadors Àrbitres: Francesc Buch (ESP), Vojin Putniković (SRB) |
| 3 Agost 2015 18:50 Report | set jugadores 1                                     | Gols | Song Donglun, Zhao Zihan 2 | Kazan Assistència: 370 espectadors Àrbitres: Francesc Buch (ESP), Vojin Putniković (SRB) |

| 3 Agost 2015 20:10 Report | Itàlia                                  | 9‐6  | Grècia         | Kazan Àrbitres: Mark Koganov (AZE), Radosław Koryzna (POL) |
| 3 Agost 2015 20:10 Report | Resultat per quarts: 1–0, 3–3, 3–2, 2–1 |      |                | Kazan Àrbitres: Mark Koganov (AZE), Radosław Koryzna (POL) |
| 3 Agost 2015 20:10 Report | Di Mario 4                              | Gols | Charalampidi 3 | Kazan Àrbitres: Mark Koganov (AZE), Radosław Koryzna (POL) |

| 3 Agost 2015 21:30 Report | Rússia                                  | 9‐10 | Països Baixos      | Kazan Assistència: 2,319 espectadors Àrbitres: Nenad Peris (CRO), Adrian Alexandrescu (ROU) |
| 3 Agost 2015 21:30 Report | Resultat per quarts: 1–4, 4–3, 2–1, 2–2 |      |                    | Kazan Assistència: 2,319 espectadors Àrbitres: Nenad Peris (CRO), Adrian Alexandrescu (ROU) |
| 3 Agost 2015 21:30 Report | Ivanova, Karimova 3                     | Gols | Megens, Klaassen 3 | Kazan Assistència: 2,319 espectadors Àrbitres: Nenad Peris (CRO), Adrian Alexandrescu (ROU) |

#### Partits pel 13è lloc
| 1 Agost 2015 10:50 Report | Nova Zelanda                            | 11‐3 | Sud-àfrica      | Kazan Assistència: 1,357 espectadors Àrbitres: Anne Grandin (FRA), Tadao Tahara (JPN) |
| 1 Agost 2015 10:50 Report | Resultat per quarts: 2–0, 2–0, 4–3, 3–0 |      |                 | Kazan Assistència: 1,357 espectadors Àrbitres: Anne Grandin (FRA), Tadao Tahara (JPN) |
| 1 Agost 2015 10:50 Report | Myles 3                                 | Gols | tres jugadors 1 | Kazan Assistència: 1,357 espectadors Àrbitres: Anne Grandin (FRA), Tadao Tahara (JPN) |

| 1 Agost 2015 12:10 Report | Japó                                    | 6‐9  | França    | Kazan Assistència: 1,969 espectadors Àrbitres: Fabio Toffoli (BRA), Peter de Jong (NED) |
| 1 Agost 2015 12:10 Report | Resultat per quarts: 3–2, 1–4, 1–1, 1–2 |      |           | Kazan Assistència: 1,969 espectadors Àrbitres: Fabio Toffoli (BRA), Peter de Jong (NED) |
| 1 Agost 2015 12:10 Report | Nakano 2                                | Gols | Guillet 5 | Kazan Assistència: 1,969 espectadors Àrbitres: Fabio Toffoli (BRA), Peter de Jong (NED) |

#### Partits pel 9è lloc
| 3 Agost 2015 12:10 Report | Canadà                                  | 7‐10 | Hongria | Kazan Assistència: 274 espectadors Àrbitres: Ursula Wengenroth (SUI), Cory Williams (NZL) |
| 3 Agost 2015 12:10 Report | Resultat per quarts: 1–2, 2–2, 3–2, 1–4 |      |         | Kazan Assistència: 274 espectadors Àrbitres: Ursula Wengenroth (SUI), Cory Williams (NZL) |
| 3 Agost 2015 12:10 Report | Wright 2                                | Gols |         | Kazan Assistència: 274 espectadors Àrbitres: Ursula Wengenroth (SUI), Cory Williams (NZL) |

| 3 Agost 2015 13:30 Report | Kazakhstan                              | 5‐10 | Brasil      | Kazan Assistència: 155 espectadors Àrbitres: Anne Grandin (FRA), Ni Shi Wei (CHN) |
| 3 Agost 2015 13:30 Report | Resultat per quarts: 1–2, 0–4, 2–4, 2–0 |      |             | Kazan Assistència: 155 espectadors Àrbitres: Anne Grandin (FRA), Ni Shi Wei (CHN) |
| 3 Agost 2015 13:30 Report | Mirshina 3                              | Gols | Chiappini 3 | Kazan Assistència: 155 espectadors Àrbitres: Anne Grandin (FRA), Ni Shi Wei (CHN) |

#### Partits pel 5è lloc
| 5 Agost 2015 15:30 Report | Espanya                                 | 9‐10 | R.P. de la Xina            | Kazan Assistència: 297 espectadors Àrbitres: Joseph Peila (USA), Joseph Peila (AUS) |
| 5 Agost 2015 15:30 Report | Resultat per quarts: 3–3, 2–1, 2–4, 2–2 |      |                            | Kazan Assistència: 297 espectadors Àrbitres: Joseph Peila (USA), Joseph Peila (AUS) |
| 5 Agost 2015 15:30 Report | Forca 3                                 | Gols | Song Donglun, Zhao Zihan 4 | Kazan Assistència: 297 espectadors Àrbitres: Joseph Peila (USA), Joseph Peila (AUS) |

| 5 Agost 2015 17:00 Report | Grècia                                              | 12‐12 | Rússia    | Kazan Assistència: 690 espectadors Àrbitres: Adrian Alexandrescu (ROU), György Kun (HUN) |
| 5 Agost 2015 17:00 Report | Resultat per quarts: 4–3, 1–4, 3–2, 4–3 Penals: 4–3 |       |           | Kazan Assistència: 690 espectadors Àrbitres: Adrian Alexandrescu (ROU), György Kun (HUN) |
| 5 Agost 2015 17:00 Report | Roumpesi 3                                          | Gols  | Ivanova 4 | Kazan Assistència: 690 espectadors Àrbitres: Adrian Alexandrescu (ROU), György Kun (HUN) |

#### Semifinals
| 5 Agost 2015 20:15 Report | Estats Units                            | 8‐6  | Austràlia       | Kazan Assistència: 1,007 espectadors Àrbitres: Boris Margeta (SLO), Georgios Stavridis (GRE) |
| 5 Agost 2015 20:15 Report | Resultat per quarts: 2–2, 3–3, 1–0, 2–1 |      |                 | Kazan Assistència: 1,007 espectadors Àrbitres: Boris Margeta (SLO), Georgios Stavridis (GRE) |
| 5 Agost 2015 20:15 Report | Fattal, Steffens 2                      | Gols | sis jugadores 1 | Kazan Assistència: 1,007 espectadors Àrbitres: Boris Margeta (SLO), Georgios Stavridis (GRE) |

| 5 Agost 2015 21:45 Report | Itàlia                                              | 5‐5  | Països Baixos | Kazan Assistència: 717 espectadors Àrbitres: Sergey Naumov (RUS), Nenad Peris (CRO) |
| 5 Agost 2015 21:45 Report | Resultat per quarts: 0–2, 1–3, 1–0, 3–0 Penals: 4–5 |      |               | Kazan Assistència: 717 espectadors Àrbitres: Sergey Naumov (RUS), Nenad Peris (CRO) |
| 5 Agost 2015 21:45 Report | Radicchi 2                                          | Gols | Megens 4      | Kazan Assistència: 717 espectadors Àrbitres: Sergey Naumov (RUS), Nenad Peris (CRO) |

#### Partit pel 15è lloc
| 3 Agost 2015 09:30 Report | Sud-àfrica                              | 7‐15 | Japó     | Kazan Assistència: 329 espectadors Àrbitres: Peter de Jong (NED), German Moller (ARG) |
| 3 Agost 2015 09:30 Report | Resultat per quarts: 0–2, 0–2, 3–8, 4–3 |      |          | Kazan Assistència: 329 espectadors Àrbitres: Peter de Jong (NED), German Moller (ARG) |
| 3 Agost 2015 09:30 Report | White 2                                 | Gols | Nakano 4 | Kazan Assistència: 329 espectadors Àrbitres: Peter de Jong (NED), German Moller (ARG) |

#### Partit pel 13è lloc
| 3 Agost 2015 10:50 Report | Nova Zelanda                            | 7‐6  | França          | Kazan Assistència: 400 espectadors Àrbitres: Dion Willis (RSA), Stephane Roy (CAN) |
| 3 Agost 2015 10:50 Report | Resultat per quarts: 1–2, 3–2, 1–2, 2–0 |      |                 | Kazan Assistència: 400 espectadors Àrbitres: Dion Willis (RSA), Stephane Roy (CAN) |
| 3 Agost 2015 10:50 Report | Myles 2                                 | Gols | Millot, Tardy 2 | Kazan Assistència: 400 espectadors Àrbitres: Dion Willis (RSA), Stephane Roy (CAN) |

#### Partit pel 11è lloc
| 5 Agost 2015 10:50 Report | Canadà                                  | 20‐4 | Kazakhstan | Kazan Assistència: 235 espectadors Àrbitres: Anne Grandin (FRA), Cory Williams (NZL) |
| 5 Agost 2015 10:50 Report | Resultat per quarts: 4–1, 5–1, 5–2, 6–0 |      |            | Kazan Assistència: 235 espectadors Àrbitres: Anne Grandin (FRA), Cory Williams (NZL) |
| 5 Agost 2015 10:50 Report | M. Eggens 5                             | Gols | Mirshina 2 | Kazan Assistència: 235 espectadors Àrbitres: Anne Grandin (FRA), Cory Williams (NZL) |

#### Partit pel 9è lloc
| 5 Agost 2015 12:10 Report | Hongria                                 | 22‐5 | Brasil               | Kazan Assistència: 205 espectadors Àrbitres: Ursula Wengenroth (SUI), Dion Willis (RSA) |
| 5 Agost 2015 12:10 Report | Resultat per quarts: 5–2, 6–2, 6–0, 5–3 |      |                      | Kazan Assistència: 205 espectadors Àrbitres: Ursula Wengenroth (SUI), Dion Willis (RSA) |
| 5 Agost 2015 12:10 Report | Keszthelyi 5                            | Gols | Chiappini, Zablith 2 | Kazan Assistència: 205 espectadors Àrbitres: Ursula Wengenroth (SUI), Dion Willis (RSA) |

#### Partit pel 7è lloc
| 7 Agost 2015 14:00 Report | Espanya                                 | 15‐10 | Rússia    | Kazan Assistència: 1,336 espectadors Àrbitres: Radoslaw Korzyna (POL), Nenad Peris (CRO) |
| 7 Agost 2015 14:00 Report | Resultat per quarts: 5–3, 3–4, 4–1, 3–2 |       |           | Kazan Assistència: 1,336 espectadors Àrbitres: Radoslaw Korzyna (POL), Nenad Peris (CRO) |
| 7 Agost 2015 14:00 Report | Tarragó 4                               | Gols  | Ivanova 3 | Kazan Assistència: 1,336 espectadors Àrbitres: Radoslaw Korzyna (POL), Nenad Peris (CRO) |

#### Partit pel 5è lloc
| 7 Agost 2015 15:30 Report | R.P. de la Xina                                     | 9‐9  | Grècia    | Kazan Assistència: 940 espectadors Àrbitres: Mark Koganov (AZE), György Kun (HUN) |
| 7 Agost 2015 15:30 Report | Resultat per quarts: 4–2, 1–3, 2–1, 2–3 Penals: 4–3 |      |           | Kazan Assistència: 940 espectadors Àrbitres: Mark Koganov (AZE), György Kun (HUN) |
| 7 Agost 2015 15:30 Report | Niu Guannan 5                                       | Gols | Asimaki 4 | Kazan Assistència: 940 espectadors Àrbitres: Mark Koganov (AZE), György Kun (HUN) |

#### Partit pel 3r lloc
| 7 Agost 2015 20:30 Report | Austràlia                                           | 7‐7  | Itàlia     | Kazan Assistència: 1,508 espectadors Àrbitres: Francesc Buch (ESP), Vojin Putniković (SRB) |
| 7 Agost 2015 20:30 Report | Resultat per quarts: 2–3, 1–2, 2–0, 2–2 Penals: 3–5 |      |            | Kazan Assistència: 1,508 espectadors Àrbitres: Francesc Buch (ESP), Vojin Putniković (SRB) |
| 7 Agost 2015 20:30 Report | Southern, Webster 2                                 | Gols | Di Mario 3 | Kazan Assistència: 1,508 espectadors Àrbitres: Francesc Buch (ESP), Vojin Putniković (SRB) |

#### Final
| 7 Agost 2015 22:00 Report | Estats Units                            | 5‐4  | Països Baixos | Kazan Assistència: 2,305 espectadors Àrbitres: Sergey Naumov (RUS), Massimiliano Caputi (ITA) |
| 7 Agost 2015 22:00 Report | Resultat per quarts: 0–1, 2–1, 3–1, 0–1 |      |               | Kazan Assistència: 2,305 espectadors Àrbitres: Sergey Naumov (RUS), Massimiliano Caputi (ITA) |
| 7 Agost 2015 22:00 Report | Fattal 2                                | Gols | Megens 2      | Kazan Assistència: 2,305 espectadors Àrbitres: Sergey Naumov (RUS), Massimiliano Caputi (ITA) |

## Posició Final
| Posició | Selecció        |
| ------- | --------------- |
| 1       | Estats Units    |
| 2       | Països Baixos   |
| 3       | Itàlia          |
| 4       | Austràlia       |
| 5       | R.P. de la Xina |
| 6       | Grècia          |
| 7       | Espanya         |
| 8       | Rússia          |
| 9       | Hongria         |
| 10      | Brasil          |
| 11      | Canadà          |
| 12      | Kazakhstan      |
| 13      | Nova Zelanda    |
| 14      | França          |
| 15      | Japó            |
| 16      | Sud-àfrica      |